# Macromia whitei
Macromia whitei – gatunek ważki z rodziny Macromiidae.